# Labrosse (Loiret)
Labrosse település Franciaországban, Loiret megyében. Lakosainak száma 97 fő (2018. január 1.). Labrosse Augerville-la-Rivière, Briarres-sur-Essonne, Coudray, Dimancheville, Le Malesherbois és Manchecourt községekkel határos.

## Népesség
A település népességének változása:
| Lakosok száma | 87   | 95   | 94   | 87   | 81   | 87   | 78   | 82   | 101  | 97   |
|               | 1962 | 1968 | 1982 | 1990 | 1999 | 2008 | 2011 | 2013 | 2017 | 2018 |